# 이언 배넌
이언 배넌(Ian Bannen, 1928년 6월 29일 ~ 1999년 11월 3일)는 스코틀랜드의 배우이다.

## 출연 작품
- 베스트 (2000)
- 웨이킹 네드 (1998)
- 브레이브하트 (1995)
- 어 핀 포 더 버터플라이 (1994)
- 데미지 (1992)
- 스피킹 오브 더 데블 (1991)
- 갬블 (1991)
- 엉클 반야 (1991)
- 소리와 침묵 (1991)
- 위대한 챔피언 (1990)
- 유령 아빠 (1990)
- 조지의 섬 (1989)
- 의적 실버브레이드 (1989)
- 희망과 영광 (1987)
- 왕국의 비밀 (1985)
- 고르키 파크 (1983)
- 간디 (1982)
- 심야의 탈출 (1981)
- 바늘 구멍 (1981)
- 숲속의 눈동자 (1980)
- 나자렛 예수 (1977)
- 엘리트 특공대 (1977)
- 허망한 경주 (1975)
- 맥킨토시의 사나이 (1973)
- 신문 (1973)
- 둠워치 (1972)
- 제인 에어 (1970)
- 불타는 전장 (1970)
- 락 업 유어 도터스! (1969)
- 지브롤터에서 온 선원 (1967)
- 페넬로피 (1966)
- 미스터 모시즈 (1965)
- 더 힐 (1965)
- 피닉스 (1965)
- 칼튼-브라운 오브 더 F.O. (1959)
- 비하인드 더 마스크 (1958)
- 두 도시 이야기 (1958)